# Бароне Канавезе
Бароне Канавезе (итал. Barone Canavese) је насеље у Италији у округу Торино, региону Пијемонт.
Према процени из 2011. у насељу је живело 547 становника. Насеље се налази на надморској висини од 329 м.

## Становништво
| 1931. | 1936. | 1951. | 1961. | 1971. | 1981. | 1991. | 2001. | 2011. |
| ----- | ----- | ----- | ----- | ----- | ----- | ----- | ----- | ----- |
| 782   | 699   | 622   | 592   | 585   | 547   | 563   | 588   | 599   |